# Médaille Copley
Pour les articles homonymes, voir Copley.
La médaille Copley est une récompense dans le domaine des sciences. C'est la médaille la plus prestigieuse attribuée par la Royal Society (de Londres). C'est aussi la plus ancienne : elle a été décernée pour la première fois en 1731.
Cette médaille a été créée après un don de 100 £ en 1709 à la Royal Society par Sir Godfrey Copley, un propriétaire terrien aisé de Doncaster, dans le sud du Yorkshire, membre de cette société savante depuis 1691. L'intérêt, d'un montant de 5 livres sterling, représentait cinq mois de salaire d'un manoeuvre.
C'est l'une des dix médailles décernées par la Royal Society. Certaines sont annuelles, d'autres à différents intervalles suivant les termes d'attribution. La médaille Copley alterne entre les sciences physiques et les sciences de la vie. Les lauréats sont élus par les sociétaires de la Royal Society.

## Lauréats

### 1730
- 1731 : Stephen Gray, (1666-1736), astronome et physicien, pour des expériences sur l'électricité
- 1732 : Stephen Gray, pour des expériences sur l'électricité
- 1733 : non attribué
- 1734 : John Theophilus Desaguliers, (1683-1744), pour des expériences de mécanique newtonienne
- 1735 : non attribué
- 1736 : John Theophilus Desaguliers, pour des expériences de mécanique newtonienne
- 1737 : John Belchier (1706-1796), médecin, pour l'observation des tissus en utilisant des teintures
- 1738 : James Valoue (en) (1677-1761), pour l'invention d'un engin utilisé pour l'érection des piles d'un pont à Westminster
- 1739 : Stephen Hales, pour sa découverte de solvant capable de dissoudre des calculs (lithiases urinaires et lithiases biliaires)
- 1740 : Alexander Stuart, pour une lecture sur la force musculaire
- 1741 : John Theophilus Desaguliers, pour des expériences de mécanique newtonienne
- 1742 : Christopher Middleton, (fin du XVIIe-1770), pour ses rapports sur ses tentatives de découverte du passage du Nord-Ouest par la baie d'Hudson
- 1743 : Abraham Trembley, (1710-1784), pour ses expérimentations sur les Hydres
- 1744 : Henry Baker, (1698-1744), pour ses observations de cristallisation de particules salines.
- 1745 : William Watson, (1715-1787), pour ses travaux sur l'électricité
- 1746 : Benjamin Robins, (1707-1751), pour ses expériences sur la résistance de l'air
- 1747 : Gowin Knight, (1713-1772), pour ses expériences sur les aimants naturels et artificiels
- 1748 : James Bradley, (1693-1762), pour sa découverte du déplacement apparent des étoiles fixes
- 1749 : John Harrison, (1693-1776), pour la mise au point de chronomètres de précision.

### 1750
- 1750 : George Edwards (1694-1733), pour son livre Natural History of Birds
- 1751 : John Canton (1718-1772), pour ses méthodes de fabrication d'aimants artificiels sans utiliser d'aimants naturels.
- 1752 : John Pringle (1707-1782), pour ses expériences sur des substances septiques et antiseptiques
- 1753 : Benjamin Franklin (1706-1790), pour ses expériences et observations sur l'électricité
- 1754 : William Lewis, pour ses expériences sur le platine
- 1755 : John Huxham (1672-1768), pour ses expériences sur l'antimoine
- 1756 : Non attribué
- 1757 : Charles Cavendish (1704-1783), pour l'invention d'un thermomètre enregistrant la plus basse et plus haute température
- 1758 : John Dollond (1706-1761), pour ses expériences sur la réfrangibilité de la lumière
- 1759 : John Smeaton (1724-1792), pour ses expériences sur les roues à eau  et les moulins à vent
- 1760 : Benjamin Wilson, pour ses expériences sur les propriétés électriques de la tourmaline
- 1761 : Non attribué
- 1762 : Non attribué
- 1763 : Non attribué
- 1764 : John Canton (1718-1772), pour ses expériences réfutant l'incompressibilité de l'eau et d'autres liquides
- 1765 : Non attribué
- 1766 : William Brownrigg, pour ses expériences sur l'esprit minéral élastique ou l'air contenu dans les eaux thermales
- 1766 : Edward Delaval (1792-1814), pour ses expériences sur la densité de plusieurs métaux
- 1766 : Henry Cavendish (1731-1810), pour un mémoire sur l'existence de gaz différents de l'air comme le dihydrogène (inflammable et léger) ou le gaz carbonique.
- 1767 : John Ellis, (1710-1776), pour des articles sur la nature animale du genre de zoophytes appelés Corallina
- 1768 : Peter Woulfe (1727-1803), pour des expériences sur la distillation d'acide, d'alcali volatil et d'autres substances.
- 1769 : William Hewson (1739-1774), pour des articles sur le système lymphatique des amphibiens et des poissons
- 1770 : William Hamilton, (1731-1803), pour un article An Account of a Journey to mount Etna[1]
- 1771 : Matthew Raper (1705 ? - 1778 ?), pour un article An enquiry into the Value of Ancient Greek and Roman Money[2]
- 1772 : Joseph Priestley (1733-1804), pour des expériences sur différentes sortes d'air (gaz).
- 1773 : John Walsh (1725-1795), pour des articles sur les raies électriques
- 1774 : Non attribué
- 1775 : Nevil Maskelyne (1732-1811), pour ses observations sur l'attraction des montagnes
- 1776 : James Cook (1728-1779), pour un article décrivant la méthode qu'il utilise pour préserver la santé de l'équipage du HMS Resolution
- 1777 : John Mudge (1721-1793), pour un article décrivant les meilleurs alliages pour la fabrication de télescopes et les méthodes de polissages de leurs miroirs
- 1778 : Charles Hutton (1737-1823), pour un article sur la force explosive de la poudre à canon et la vélocité initiale des boulets
- 1779 : Non attribué
- 1780 : Samuel Vince (1749-1821), pour un papier intitulé An Investigation of the Principles of Progressive and Rotatory Motion[3]
- 1781 : William Herschel (1738-1822), pour la découverte d'une nouvelle et singulière étoile (l'étoile est identifiée comme étant une planète, Uranus peu de temps après)
- 1782 : Richard Kirwan (1733-1821), pour ses analyses de solutions salines
- 1783 : John Goodricke (1764-1786), pour sa découverte de la période de variation d'Algol
- 1783 : Thomas Hutchins (v.1742-1790), pour sa détermination du point de congélation du mercure
- 1784 : Edward Waring (1736-1798), pour un article sur la sommation de séries dont le terme général est fonction du premier terme de la série
- 1785 : William Roy (en) (1726-1790), pour des observations topographiques
- 1786 : Non attribué
- 1787 : John Hunter (1728-1793), pour trois articles, sur les ovaires ; sur l'identification des chiens, des loups et des chacals ; sur l'anatomie de la baleine
- 1788 : Charles Blagden (1748-1820), pour deux articles sur la congélation
- 1789 : William Morgan (1750-1833), pour deux articles sur les probabilités de décès et les primes nécessaires dans le domaine des assurances-vie.
- 1790 : Non attribué
- 1791 : James Rennell (1742-1830), pour un article sur la vitesse de déplacement des chameaux.
- 1791 : Jean-André Deluc (1727-1817), pour des travaux sur l'hygrométrie
- 1792 : Benjamin Thompson (1753-1814), pour plusieurs articles sur les propriétés et la transmission de la chaleur
- 1793 : Non attribué
- 1794 : Alessandro Volta (1745-1827), pour plusieurs communications expliquant certaines expériences de Luigi Galvani
- 1795 : Jesse Ramsden (1735-1800), pour ses inventions et améliorations dans la construction d'instruments de mesures trigonométriques
- 1796 : George Atwood (1746-1807), pour un article déterminant la construction et l'analyse de la position d'un corps homogène qui flotte librement et au repos
- 1797 : Non attribué
- 1798 : George Shuckburgh-Evelyn (1751-1804), pour plusieurs communications publiées dans les Philosophical Transactions
- 1798 : Charles Hatchett (1765-1847), pour plusieurs communications publiées dans les Philosophical Transactions
- 1799 : John Hellins (en) (vers 1749-1827), pour un article sur le calcul des perturbations du déplacement des planètes

### 1800
- 1800 : Edward Charles Howard (1774-1816), pour un article sur le fulminate de mercure
- 1801 : Astley Cooper (1769-1841), pour des articles sur l'effet de la destruction du tympan et la description d'une opération permettant l'amélioration de l'audition dans certains cas de surdité
- 1802 : William Hyde Wollaston (1766-1828), pour plusieurs articles publiés dans les Philosophical Transactions
- 1803 : Richard Chenevix (1774-1830), pour plusieurs articles publiés dans les Philosophical Transactions
- 1804 : Smithson Tennant (1761-1815), pour plusieurs articles publiés dans les Philosophical Transactions
- 1805 : Humphry Davy (1778-1829), pour plusieurs articles publiés dans les Philosophical Transactions
- 1806 : Thomas Andrew Knight (1759-1838), pour plusieurs articles sur les végétaux publiés dans les Philosophical Transactions
- 1807 : Everard Home (1756-1832), pour plusieurs articles sur l'anatomie et la physiologie publiés dans les Philosophical Transactions
- 1808 : William Henry (1775-1836), pour plusieurs articles publiés dans les Philosophical Transactions
- 1809 : Edward Troughton (1753-1835), pour sa description de la construction d'instrument astronomique
- 1810 : Non attribué
- 1811 : Benjamin Collins Brodie (1783-1862), pour des articles sur l'influence du cerveau sur l'action du cœur, sur la génération de la chaleur animale et sur l'action de certains poisons d'origine végétale
- 1812 : Non attribué
- 1813 : William Thomas Brande (1788-1866), pour des communications portant sur l'alcool contenu dans les liqueurs et d'autres articles parus dans les Philosophical Transactions
- 1814 : James Ivory (1765-1842), pour plusieurs articles parus dans les Philosophical Transactions
- 1815 : David Brewster (1781-1868), pour un article sur la polarisation de la lumière par réflexion
- 1816 : Non attribué
- 1817 : Henry Kater (1777-1835), pour des expériences sur les pendules pesants
- 1818 : Robert Seppings (1767-1840), pour des articles sur la construction des vaisseaux de guerre
- 1819 : Non attribué
- 1820 : Hans Christian Orsted (1777-1851), pour ses découvertes sur l'électromagnétisme
- 1821 : Edward Sabine (1788-1833), pour plusieurs communications sur ses découvertes lors d'une expédition arctique
- 1821 : John Herschel (1792-1871), pour plusieurs articles publiés dans les Philosophical Transactions
- 1822 : William Buckland (1784-1856), pour son article sur les fossiles de dents et d'os découverts dans une caverne de Kirkdale
- 1823 : John Pond (1767-1836), pour des articles variés sur l'astronomie
- 1824 : John Brinkley, (1763-1835), pour des communications variées publiées dans les Philosophical Transactions
- 1825 : François Arago (1786-1853), pour la découverte de propriétés magnétiques de substances ne contenant pas de fer
- 1825 : Peter Barlow (1776-1852), pour des communications diverses sur le magnétisme
- 1826 : James South (1785-1867), pour ses observations d'étoiles doubles, pour un article sur la discordance entre l'ascension droite calculée et observée du Soleil, pour un article sur la distance apparente et la position de 485 étoiles doubles et triples
- 1827 : William Prout (1785-1850), pour un article sur la composition de substances alimentaires simples
- 1827 : Henry Foster (1796-1831), pour des observations faites pendant l'expédition arctique
- 1828 : Non attribué
- 1829 : Non attribué
- 1830 : Non attribué
- 1831 : George Biddell Airy (1801-1892), pour des articles sur l'optique
- 1832 : Michael Faraday (1791-1867), pour sa découverte de l'électro-magnétisme publiée dans les Philosophical Transactions
- 1832 : Siméon Denis Poisson (1781-1840), pour son travail Nouvelle théorie de l'action capillaire
- 1833 : Non attribué
- 1834 : Giovanni Plana (1781-1864), pour son travail Théorie du mouvement de la Lune
- 1835 : William Snow Harris (1791-1867), investigations sur la force de l'électricité à haute intensité
- 1836 : Jöns Jacob Berzelius (1779-1848), pour son application systématique des proportions définies dans l'analyse des minéraux contenus dans son nouveau système de minéralogie
- 1836 : Francis Kiernan (1800-1874), pour ses découvertes relatives à la structure du foie
- 1837 : Antoine César Becquerel, (1788-1878), pour plusieurs mémoires sur l'électricité parus dans les annales de l'Académie des sciences
- 1837 : John Frederic Daniell (1770-1845), pour deux articles sur le voltaïsme publiés dans les Philosophical Transactions
- 1838 : Carl Friedrich Gauss (1777-1855), inventions et études mathématiques du magnétisme
- 1838 : Michael Faraday (1791-1867), pour ses recherches sur l'induction électrique
- 1839 : Robert Brown, (1773-1858),
- 1840 : Justus Liebig (1803-1873), pour ses découvertes en chimie organique, en particulier concernant les radicaux organiques
- 1840 : Charles-François Sturm (1803-1855), pour son Mémoire sur la résolution des équations numériques
- 1841 : Georg Ohm (1787-1854), pour ses recherches sur les lois de l'électricité contenues dans plusieurs mémoires
- 1842 : James MacCullagh (1809-1847), pour ses recherches liées à la théorie ondulatoire de la lumière publiées dans les Philosophical Transactions
- 1843 : Jean-Baptiste Dumas (1800-1884), pour ses recherches en chimie organique et aussi pour ses investigations sur le poids atomique du carbone, de l'oxygène, hydrogène, azote et autres éléments
- 1844 : Carlo Matteucci (1811-1868), pour ses recherches sur l'électricité animale
- 1845 : Theodor Schwann (1810-1882), pour ses recherches sur les textures animales et végétales
- 1846 : Urbain Le Verrier (1811-1877), pour ses investigations sur les perturbations d'Uranus à partir desquelles il a prouvé l'existence et calculé la position d'une nouvelle planète (Neptune)
- 1847 : John Herschel (1792-1871), pour ses observations de 1834 à 1838 faites au cap de Bonne-Espérance qui complète un levé astronomique complet débuté en 1825
- 1848 : John Couch Adams (1819-1892), pour ses recherches sur les perturbations du mouvement d'Uranus
- 1849 : Roderick Murchison (1792-1871), pour les services rendus à la géologie durant de nombreuses années d'observations dans plusieurs parties de l'Europe, pour la mise en place de la classification des strates anciennes du paléozoïque désignées sous le nom de système silurien.

### 1850

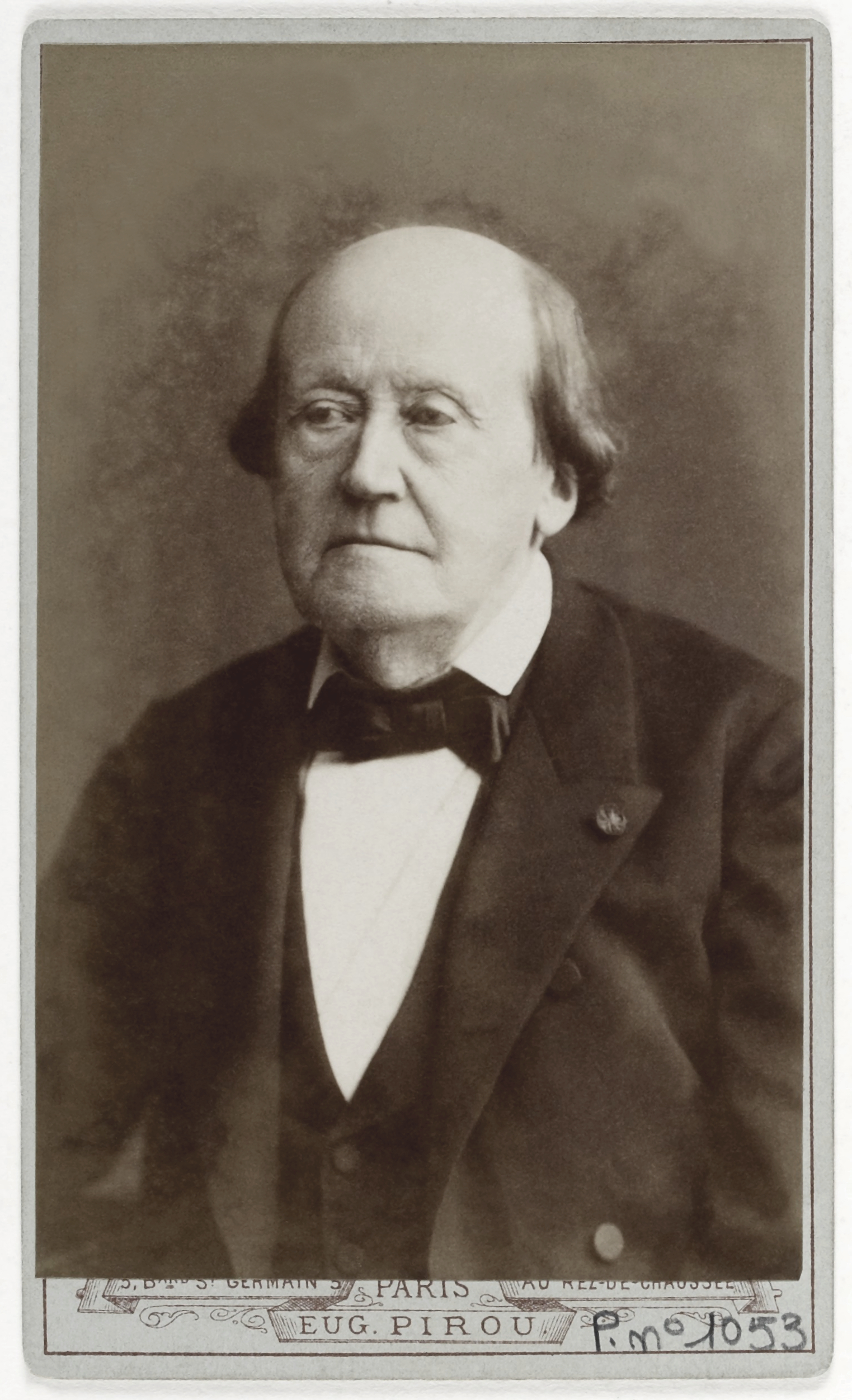
Henri Milne Edwards, récipiendaire en 1856

- 1850 : Peter Andreas Hansen (1795-1874), pour ses recherches en astronomie physique
- 1851 : Richard Owen (1804-1892), pour ses découvertes en anatomie comparé et en paléontologie
- 1852 : Alexander von Humboldt (1769-1859), pour les services rendus en géographie physique
- 1853 : Heinrich Wilhelm Dove (1803-1879), pour son travail sur la distribution de la chaleur à la surface de la Terre
- 1854 : Johannes Peter Müller (1801-1858), pour ses contributions aux différentes branches de l'anatomie comparée et plus particulièrement pour ses recherches sur l'embryologie des Echinodermata publiés dans les Philosophical Transactions
- 1855 : Jean Bernard Léon Foucault (1819-1868), pour ses recherches en physique expérimentale
- 1856 : Henri Milne Edwards (1800-1885), pour ses recherches en anatomie comparée et géologie
- 1857 : Michel Eugène Chevreul (1786-1889), pour ses recherches en chimie organique
- 1858 : Charles Lyell (1797-1815), pour des recherches variées qui ont contribué aux avancées de la géologie
- 1859 : Wilhelm Weber (1804-1891) pour ses investigations contenues dans son Elektrodynamische Maasbestimmungen et autres recherches concernant l'électricité, le magnétisme, l'acoustique etc.
- 1860 : Robert Wilhelm Bunsen (1811-1899), pour ses recherches sur les cacodyl, l'analyse des gaz, les phénomènes volcaniques en Islande et d'autres recherches
- 1861 : Louis Agassiz (1807-1873), pour ses éminentes recherches en paléontologie et autres branches de la science, en particulier pour ses publications Les Poissons fossiles et Les Poissons du vieux grès rouge d'Écosse.
- 1862 : Thomas Graham, (1805-1869), pour trois mémoires sur la diffusion des liquides publiés dans les Philosophical Transactions en 1850 et 1851 ; pour son mémoire sur l'osmose publié en 1854 dans la même revue et en plus particulièrement un papier sur la diffusion des liquides appliquée à l'analyse incluant la distinction des composés en colloïdes et cristaloïdes publié en 1861.
- 1863 : Adam Sedgwick (1785-1873), pour ses observations et recherches sur la stratigraphie du Paléozoïque, et plus spécialement pour la détermination du système Dévonien par l'observation des couches à Killas dans le Devonshire et de leurs fossiles
- 1864 : Charles Darwin (1809-1882), pour ses importantes recherches en géologie, zoologie et physiologie des plantes
- 1865 : Michel Chasles (1793-1880), pour ses recherches historiques et nouvelles en géométrie pure
- 1866 : Julius Plücker (1801-1868), pour ses recherches en géométrie analytique, magnétisme et analyse spectrale
- 1867 : Karl Ernst von Baer (1792-1876), pour ses découvertes en embryologie et anatomie comparée et pour ses contributions en philosophie de la zoologie
- 1868 : Charles Wheatstone, (1802-1875), pour ses recherches en acoustique, optique, électricité et magnétisme
- 1869 : Henri Victor Regnault (1810-1878), pour le second volume de ses Relations des expériences pour déterminer les lois et les données physiques nécessaires au calcul des machines a feu incluant ses investigations élaborées sur la chaleur spécifique des gaz et de la vapeur, et ses articles variés sur la force élastique de la vapeur
- 1870 : James Prescott Joule (1818-1889), pour ses recherches expérimentales sur la théorie dynamique de la chaleur
- 1871 : Julius Robert von Mayer (1814-1878), pour ses recherches sur la mécanique de la chaleur
- 1872 : Friedrich Wöhler (1800-1882), pour ses nombreuses contributions en chimie, et plus spécialement la décomposition des cyanogènes par l'ammoniaque, les dérivés de l'acide urique, les séries benzoïques, le bore, le silicium et leurs composés ; et sur les météorites
- 1873 : Hermann von Helmholtz, (1821-1894), pour ses recherches en physique et en physiologie
- 1874 : Louis Pasteur (1822-1895), pour ses recherches sur la fermentation
- 1875 : August Wilhelm von Hofmann, pour ses nombreuses contributions en chimie et plus spécialement sur les dérivés de l'ammoniac
- 1876 : Claude Bernard, pour ses nombreuses contributions à la physiologie
- 1877 : James Dwight Dana, pour ses investigations en biologie, géologie et minéralogie faites durant un demi-siècle et pour les publications dans lesquels ses conclusions et découvertes ont été publiées
- 1878 : Jean-Baptiste Boussingault, pour ses recherches et découvertes en chimie appliquée à l'agriculture
- 1879 : Rudolf Clausius, pour ses recherches sur la chaleur
- 1880 : James Joseph Sylvester, pour ses recherches et découvertes en mathématiques
- 1881 : Charles Adolphe Wurtz, pour sa découverte des composés organiques dérivés de l'ammoniac, des glycols qui ont eu une influence considérable sur les progrès de la chimie
- 1882 : Arthur Cayley, pour ses recherches détaillées en mathématiques pures
- 1883 : Lord Kelvin, pour sa découverte de la loi universelle de dissipation de l'énergie[4] et pour ses recherches en physique expérimentale et théorique, en particulier en électricité et en thermodynamique
- 1884 : Carl Ludwig, pour ses recherches et services rendus en physiologie
- 1885 : Friedrich Kekulé von Stradonitz, pour ses recherches en chimie organique
- 1886 : Franz Ernst Neumann, pour ses recherches en optique théorique et en électrodynamique
- 1887 : Joseph Dalton Hooker, pour les services rendus à la botanique en tant que chercheur, auteur et voyageur
- 1888 : Thomas Henry Huxley, pour ses recherches en morphologie et histologie des vertébrés et invertébrés, et pour les services rendus à la biologie depuis de nombreuses années
- 1889 : George Salmon, pour ses articles variés en mathématiques pures et pour les traités de mathématiques dont il est l'auteur
- 1890 : Simon Newcomb, pour ses contributions au progrès de l'astronomie gravitationnelle
- 1891 : Stanislao Cannizzaro, pour ses contributions à la chimie et plus spécialement pour ses applications de la théorie d'Avogadro
- 1892 : Rudolf Virchow, pour ses recherches en pathologie, anatomie et archéologie
- 1893 : George Stokes, pour ses recherches et découvertes en physique
- 1894 : Edward Frankland, pour ses services éminents en chimie théorique et appliqués
- 1895 : Karl Weierstrass, pour ses recherches en mathématiques pures
- 1896 : Karl Gegenbaur, pour ses recherches en anatomie comparée dans toutes les branches du règne animal
- 1897 : Rudolph Albert von Kölliker, en reconnaissance de son important travail en embryologie, anatomie comparé et plus spécialement en histologie
- 1898 : William Huggins, pour ses recherches en analyse spectrale appliqué aux corps célestes
- 1899 : Lord Rayleigh, en reconnaissance de ses contributions à la physique

### 1900
- 1900 : Marcellin Berthelot
- 1901 : Willard Gibbs
- 1902 : Lord Lister
- 1903 : Eduard Suess
- 1904 : William Crookes
- 1905 : Dmitri Mendeleïev
- 1906 : Ilya Metchnikov
- 1907 : Albert Abraham Michelson
- 1908 : Alfred Russel Wallace
- 1909 : George William Hill
- 1910 : Francis Galton
- 1911 : George Howard Darwin
- 1912 : Felix Klein
- 1913 : Ray Lankester
- 1914 : Joseph John Thomson
- 1915 : Ivan Pavlov
- 1916 : James Dewar
- 1917 : Émile Roux
- 1918 : Hendrik Lorentz
- 1919 : William Bayliss
- 1920 : Horace Brown
- 1921 : Joseph Larmor
- 1922 : Ernest Rutherford
- 1923 : Horace Lamb
- 1924 : Edward Albert Sharpey-Schafer
- 1925 : Albert Einstein
- 1926 : Frederick Hopkins
- 1927 : Charles Sherrington
- 1928 : Charles Parsons
- 1929 : Max Planck
- 1930 : William Henry Bragg
- 1931 : Arthur Schuster
- 1932 : George Ellery Hale
- 1933 : Theobald Smith
- 1934 : John Scott Haldane
- 1935 : Charles Thomson Rees Wilson
- 1936 : Arthur John Evans
- 1937 : Henry Dale
- 1938 : Niels Bohr
- 1939 : Thomas Hunt Morgan
- 1940 : Paul Langevin
- 1941 : Thomas Lewis
- 1942 : Robert Robinson
- 1943 : Joseph Barcroft
- 1944 : Geoffrey Taylor
- 1945 : Oswald Theodore Avery
- 1946 : Edgar Douglas Adrian
- 1947 : Godfrey Harold Hardy
- 1948 : Archibald Vivian Hill
- 1949 : George Charles De Hevesy

### 1950
- 1950 : James Chadwick
- 1951 : David Keilin
- 1952 : Paul Dirac
- 1953 : Albert Kluyver
- 1954 : Edmund Whittaker
- 1955 : Ronald Fisher
- 1956 : Patrick Blackett
- 1957 : Howard Florey
- 1958 : John Edensor Littlewood
- 1959 : Frank Macfarlane Burnet
- 1960 : Harold Jeffreys
- 1961 : Hans Krebs
- 1962 : Cyril Hinshelwood
- 1963 : Paul Fildes
- 1964 : Sydney Chapman
- 1965 : Alan Hodgkin
- 1966 : William Lawrence Bragg
- 1967 : Bernard Katz
- 1968 : Tadeusz Reichstein
- 1969 : Peter Medawar
- 1970 : Alexander Todd
- 1971 : Norman Pirie
- 1972 : Nevill Mott
- 1973 : Andrew Huxley
- 1974 : W. V. D. Hodge
- 1975 : Francis Crick
- 1976 : Dorothy Crowfoot Hodgkin
- 1977 : Frederick Sanger
- 1978 : Robert B. Woodward
- 1979 : Max Perutz
- 1980 : Derek Barton
- 1981 : Peter Mitchell
- 1982 : John Cornforth
- 1983 : Rodney Porter
- 1984 : Subrahmanyan Chandrasekhar
- 1985 : Aaron Klug
- 1986 : Rudolph Peierls
- 1987 : Robert Hill
- 1988 : Michael Francis Atiyah
- 1989 : Cesar Milstein
- 1990 : Abdus Salam
- 1991 : Sydney Brenner
- 1992 : George Porter
- 1993 : James Dewey Watson
- 1994 : Frederick Charles Frank
- 1995 : Frank Fenner
- 1996 : Alan Cottrell
- 1997 : Hugh Huxley
- 1998 : James Lighthill
- 1999 : John Maynard Smith

### 2000
- 2000 : Alan Battersby
- 2001 : Jacques Miller
- 2002 : John Pople
- 2003 : John Gurdon
- 2004 : Harold Kroto
- 2005 : Sir Paul Nurse
- 2006 : Stephen Hawking
- 2007 : Robert May
- 2008 : Roger Penrose
- 2009 : Martin Evans
- 2010 : David Cox[5]
- 2010 : Tomas Lindahl[5]
- 2011 : Dan McKenzie
- 2012 : Sir John Ernest Walker
- 2014 : Sir Alec Jeffreys
- 2015 : Peter Higgs
- 2016 : Richard Henderson
- 2017 : Andrew Wiles[6]
- 2018 : Jeffrey Gordon
- 2019 : John B. Goodenough
- 2020 : Alan Fersht
- 2021 : Jocelyn Bell
- 2022 : Oxford-AstraZeneca Vaccine Team
- 2023 : Martin Rees
- 2024 : Gregory Paul Winter